# Comptes rendus de l'Académie des sciences
I Comptes rendus de l'Académie des sciences (lett. "Rendiconti dell'Accademia delle scienze"), o semplicemente i Comptes rendus, sono una rivista scientifica francese in pubblicazione dal 1966. Si tratta dei rendiconti della Accademia francese delle scienze. Attualmente è divisa in sette sezioni, pubblicate a nome dell'Accademia da Elsevier: Mathématique, Mécanique, Physique, Géoscience, Palévol, Chimie, e Biologies.
La rivista prende l'eredità lasciata dai Comptes rendus hebdomadaires des séances de l'Académie des sciences (lett. "Rendiconti ebdomadari delle sedute dell'Accademia delle scienze"), fondata nel 1835.

## Cronologia dei nomi
La rivista ha attraversato molti cambi di nomi e divisioni nel corso degli anni.

### 1835–1965
I Comptes rendus furono istituiti nel 1835 con il nome di Comptes rendus hebdomadaires des séances de l'Académie des sciences. Cominciarono come un'alternativa per pubblicazioni più immediate rispetto alle Mémoires de l'Académie des Sciences, che veniva pubblicato dal 1666. Le Mémoires, che continuarono ad essere pubblicate insieme ai Comptes rendus nel corso del diciannovesimo secolo, avevano un ciclo di pubblicazioni che portava alla pubblicazione di memorie anni dopo la presentazione all'Accademia. Alcuni accademici preferivano pubblicare nelle Mémoires a causa dei rigidi limiti di pagine dei Comptes rendus.

### 1966–1980
Dopo il 1965 ci fu la divisione in cinque sezioni :
- Série A (Sciences mathématiques) – matematica
- Série B (Sciences physiques) – fisica e scienze della Terra
- Série C (Sciences chimiques) – chimica
- Série D (Sciences naturelles) – scienze naturali
- Vie académique – avvisi accademici e varie

Le serie A e B venivano pubblicate insieme in un unico volume tranne che nel 1974.

### 1980–2001
Le aree di argomenti furono riordinate nel modo seguente:
- Série I (Sciences mathématiques) – matematica
- Série IIA (Sciences de la Terre et des planètes) – scienze della Terra e dello spazio
- Série IIB – vedere sotto
- Série IIC (Sciences chimiques) – chimica
- Série III (Sciences de la Vie) –biologia
- Série IV (Physique et Astrophysique) – fisica e astrofisica

Le scienze chimiche e fisiche furono riorganizzate tra il 1989 e il 2000, creando confusione. La serie IIB univa fisica e chimica (con il nome di Mécanique, Physique, Astrophysique et Chimie) fino al numero del luglio 1989, con il quale la sezione di chimica venne separata nella serie IIC. Nel marzo 2000, fu creata la serie IV ma per due mesi, la serie IIB fu pubblicata come Mécanique, Physique et Astrophysique. Dal maggio 2000 in avanti, la serie IIB prese il nome di Mécanique e fu limitata alla meccanica (applicata), a differenza della serie IV. Le serie IIC e IV cominciarono dal numero 1, mentre le altre continuarono con la numerazione precedente (che allora aveva superato i 300).

### Dopo il 2001
Gli attuali argomenti sono stabiliti dal 2002:
- Biologies – scienze naturali eccetto la paleontologia e la biologia evolutiva. Continua parte di Serie IIC (biochimica) e III.
- Chimie – chimica. Continua parte di Serie IIC.
- Géoscience – scienze della Terra. Continua parte di Serie IIA.
- Mathématique – matematica. Continua Serie I.
- Mécanique – meccanica. Continua Serie IIB.
- Palévol – paleontologia e biologia evolutiva. Continua parte di Serie IIA e III.
- Physique – questioni di fisica (principalmente ottica, astrofisica e fisica delle particelle). Continua Serie IV.